# Carl Correns
Carl Erich Franz Joseph Correns, född 19 september 1864 i München, död 14 februari 1933 i Berlin, var en tysk botaniker och genetiker; far till Carl Wilhelm Correns.
Correns blev e.o. professor i Tübingen 1899, i Leipzig 1902 och ordinarie professor i Münster 1909. Han blev 1914 förste direktör vid forskningsinstitutet för biologi i Dahlem (Berlin) och 1920 professor i biologi vid Berlins universitet.
Correns var en framstående experimentell morfolog och genetiker. Han var från grundandet 1909 medutgivare av "Zeitschrift für induktive Abstammungs- und Vererbungslehre". Han blev ledamot av svenska Vetenskapsakademien 1924 och tilldelades Darwinmedaljen 1932.
Auktorsnamnet Correns kan användas för Carl Correns i samband med ett vetenskapligt namn inom botaniken; se Wikipediaartiklar som länkar till auktorsnamnet.